# 奧地利—日本關係

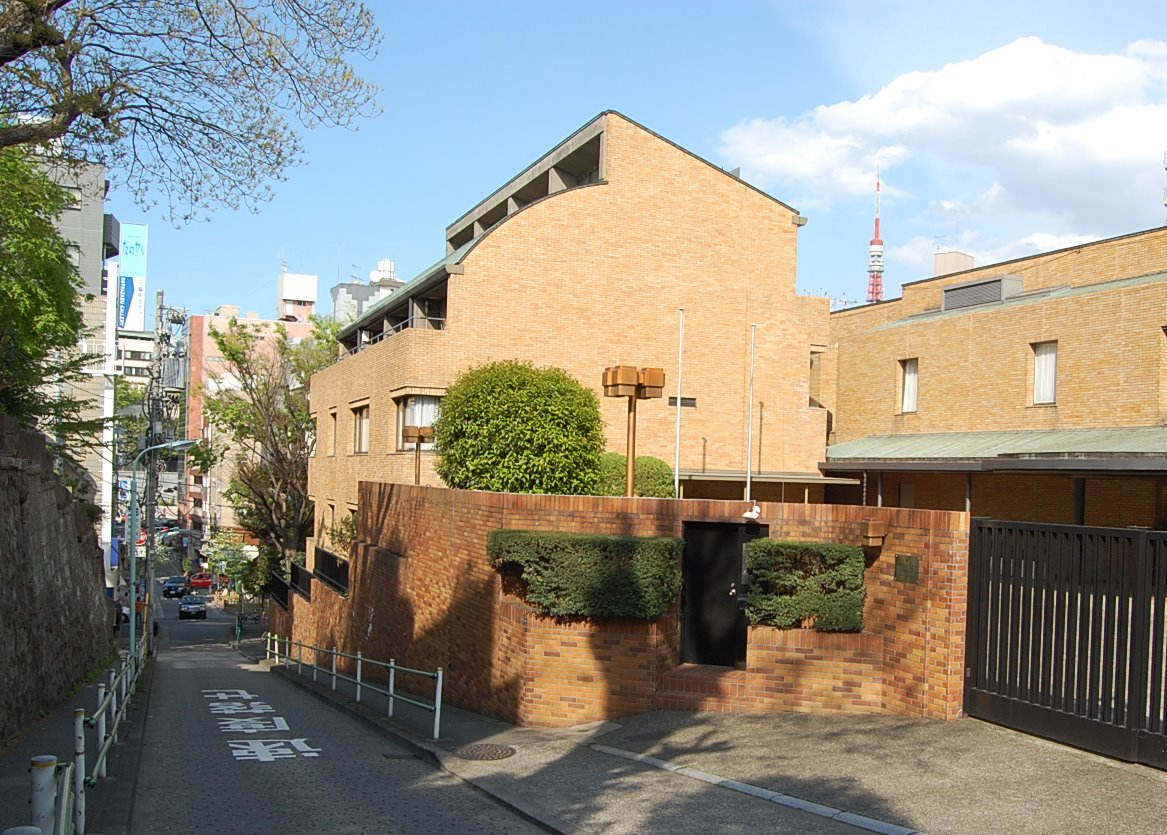
東京的奧地利駐日本大使館

日奧關係 (日語：日本とオーストリアの関係 / 日墺関係) ，是指日本與奧地利之間的雙邊關係。兩國於1869年建立外交關係。奧地利在東京設有大使館，並在廣島、名古屋、大阪及札幌設有榮譽領事館。日本則在維也納設有大使館、並在薩爾茲堡設立榮譽領事館。
1999年6月，奧地利總統 托馬斯·克萊斯蒂爾訪問日本。這是奧地利總統首次對日本的國是訪問。
2007年，日本是奧地利第三大進口貿易夥伴。

## 外部連結
- Austrian Foreign Ministry: list of bilateral treaties with Japan (in German only) （页面存档备份，存于）
- Austrian embassy in Tokyo （页面存档备份，存于）
- Japanese Foreign Affairs Ministry about the relation with Austria （页面存档备份，存于）
- Japanese embassy in Vienna